# Nakléřovský průsmyk
Nakléřovský průsmyk är ett bergspass i Tjeckien.   Det ligger i regionen Ústí nad Labem, i den nordvästra delen av landet, 80 km norr om huvudstaden Prag. Nakléřovský průsmyk ligger 679 meter över havet.